# Ľudovítová
Ľudovítová (Hongaars: Lajos) is een Slowaakse gemeente in de regio Nitra, en maakt deel uit van het district Nitra.
Ľudovítová telt 243 inwoners.